# Бхактивинода Тхакур
Бхактивино́да Тхаку́р (IAST: Bhaktivinoda Ṭhākura, бенг. ভক্তিৱিনোদ ঠাকুর; имя при рождении — Кедарна́тх Да́тта, IAST: Kedarnath Datta; 2 сентября 1838 — 23 июня 1914) — выдающийся философ и мыслитель Бенгальского Возрождения, реформатор гаудия-вайшнавизма, стоявший у истоков возрождения этой традиции в конце XIX — начале XX века. Самый влиятельный гаудия-вайшнавский духовный лидер своего времени. Наряду со своим сыном Бхактисиддхантой Сарасвати (1874—1937) считается вдохновителем и основоположником проповеди гаудия-вайшнавизма на Западе.
Кедарнатх Датта родился в бенгальской деревне Бирнагар в традиционной индуистской семье состоятельных землевладельцев. Получив начальное и среднее образование в сельской школе, он продолжил обучение в индуистском колледже в Калькутте, где познакомился с западной философией и богословием, а также подружился с такими выдающимися фигурами Бенгальского Возрождения, как Ишвар Чандра Видьясагар, Бонкимчондро Чоттопаддхай и Шишир Кумар Гхош. После окончания учёбы Кедарнатх сначала работал школьным учителем в сельских районах Бенгалии и Ориссы, а затем поступил на службу в Юридический департамент британского колониального правительства. К моменту ухода на пенсию в 1894 году он занимал должность дистриктного магистрата.
В согласии с индуистскими традициями, практиковавшимися среди представителей высших каст, в 11-летнем возрасте Кедарнатх женился. Его жена Шьямани родила ему сына и вскоре умерла от болезни. От второго брака с Бхагавати Деви у Кедарнатха родилось 13 детей, один из которых — Бимал Прасад (Бхактисиддханта Сарасвати) — впоследствии стал выдающимся гаудия-вайшнавским проповедником и духовным лидером.
Кедарнатх принадлежал к числу так называемых бхадралок — бенгальской интеллектуальной элиты эпохи Бенгальского Возрождения, которая стремилась рационализировать традиционные индуистские верования и обычаи. В юные годы Кедарнатх посвятил значительное время сравнительному исследованию и анализу различных индийских и западных религиозных и философских систем, пытаясь отыскать среди них простой, но в то же время интеллектуально удовлетворительный путь. Он пытался совместить западную мысль и традиционные верования путём выделения из религии феноменального и трансцендентного аспектов. В своих трудах он успешно сопоставил современный критический анализ с индуистским мистицизмом. В возрасте 29 лет Кедарнатх сделал свой духовный выбор, став последователем средневекового вайшнавского мистика Чайтаньи (1486—1534). С этого времени он посвятил себя глубокому изучению гаудия-вайшнавской религиозно-философской традиции и со временем превратился в уважаемого духовного лидера бенгальских вайшнавов. Кедарнатх выступил автором более сотни книг по гаудия-вайшнавизму, среди которых можно выделить такие богословские трактаты, как «Кришна-самхита» (1880), «Чайтанья-шикшамрита» (1886), «Джайва-дхарма» (1893), «Таттва-сутра» (1893), «Таттва-вивека» (1893), и «Харинама-чинтамани» (1900). В период с 1886 по 1910 год, он также публиковал ежемесячный журнал на бенгальском языке «Садджана-тошани», используя его как основное орудие проповеди гаудия-вайшнавизма среди бхадралок. В 1886 году, в знак признания литературного и богословско-философского вклада Кедарнатха в гаудия-вайшнавизм, он получил почётный титул «Бхактивинода» — имя, под которым ему было суждено войти в историю.
Бхактивинода активно выступал с критикой ряда течений гаудия-вайшнавизма, которые он считал апасампрадаями — еретическими сектами, исказившими учение Чайтаньи. Ему также приписывается заслуга открытия места рождения Чайтаньи в Маяпуре, на котором по его инициативе был возведён храм. Бхактивинода основал и руководил проповеднической программой нама-хатта, которая занималась популяризацией философии и практики гаудия-вайшнавизма в сельских и городских районах Бенгалии. Именно Бхактивинода выступил пионером распространения учения Чайтаньи на Западе: в 1880 году он отослал копии своих богословских трудов Р. У. Эмерсону в США и востоковеду Райнхольду Росту в Европу, а в 1896 году — подарил ряду американских, канадских и австралийских университетских библиотек копии своей книги «Чайтанья Махапрабху: Его жизнь и учение».
Возрождение гаудия-вайшнавизма, у истоков которого стоял Бхактивинода, положило начало Гаудия-матху — одному из наиболее динамичных миссионерских движений в Индии начала XX века, основанному сыном и духовным наследником Бхактивиноды — Бхактисиддхантой Сарасвати. В 1966 году ученик Бхактисиддханты — Бхактиведанта Свами Прабхупада (1896—1977) — основал в США ветвь Гаудия-матха — Международное общество сознания Кришны (ИСККОН), которое успешно распространило гаудия-вайшнавизм по всему миру.

## Предыстория: Бенгальское Возрождение ибхадралок
Кедарнатх родился в период, когда в Бенгалии набирало силу общество бхадралок. Бхадралок (буквально «воспитанные или уважаемые люди») представлял собой привилегированный класс бенгальцев преимущественно индуистского вероисповедания, которые служили в британской колониальной администрации на должностях, требовавших западного образования, владения английским и другими языками. Под влиянием западных ценностей и часто презрительного отношения британцев к культурным и религиозным традициям Индии, бхадралоки сами начали ставить под вопрос и переосмысливать свои обычаи и основы своей религии. Попытка бхадралок рационализировать и модернизировать индуизм, адаптировав его под западные мерки, дало начало периоду, получившему название «Бенгальское Возрождение». Его основоположниками выступили такие реформаторы, как Раммохан Рой и Свами Вивекананда. Эта тенденция в конце концов привела к тому, что как в Индии, так и на Западе, современный индуизм стал отождествляться с традицией адвайта-веданты, согласно которой Бог был безличен и не имел формы. Эти представления провозглашалось адвайтинами как «вечная философия» и «матерь [всех] религий». В результате другие школы индуизма, в особенности движение бхакти, оказались в тени, и рассматривались многими бенгальскими индуистами как «реакционные и окаменевшие останки, беспорядочная смесь бессмысленных ритуалов и идолопоклоннических практик».

## Ранний период (1838—1858)

### Рождения и детство
Кедарнатх родился 2 сентября 1838 года в деревне Ула (ныне город Бирнагар в штате Западная Бенгалия), расположенной примерно в 100 км к северу от современной Калькутты. Родители Кедарнатха — Ананда Чандра Датта и Джагат Мохини Митра — происходили из состоятельных семей каястха. Со времён Чайтаньи (1486—1534) предки Бхактивиноды по отцовской линии были преимущественно вайшнавами. Среди них был Раджа Кришнананда, сподвижник Нитьянанды и отец выдающегося гаудия-вайшнавского святого Нароттамы Дасы. Джагад Мохини Митра была потомком Рамешвары Митры, влиятельного заминдара (землевладельца), жившего в XVIII веке. В своей автобиографии Кедарнатх описывает своего отца как «прямолинейного, чистоплотного, религиозного человека», а свою мать как «серьёзную женщину, обладающую многими уникальными качествами».
Кедарнатх был в семье третьим из шести детей. Его старших братьев звали Абхайкали (умер во младенчестве ещё до рождения Кедарнатха) и Калипрасанна, а младших — Харидас и Гауридас. Единственную сестру Кедарнатха звали Хемалата. Будучи неказистым и болезненным ребёнком, Кедарнатх пользовался особым вниманием со стороны своей матери, которая молилась о его выживании и благополучии.
Незадолго до рождения Кедарнатха финансовые обстоятельства заставили его родителей переехать из Калькутты в деревню Ула, где он и вырос в имении своего деда по матери, Ишвары Чандры Мустафи — богатого землевладельца, известного своей щедростью. Впоследствии Кедарнатх с любовью вспоминал свои счастливые детские годы, полные радости и свободные от тревог и нужды:
В день дола-ятры там было пение и всякого рода развлечения. Везде бросались красной краской. В это время даже сторожа принимали участие в празднествах. Они входили во двор храма, распевая и разбрасывая вокруг краску. Во время всей этой суматохи я прятался и наблюдал с расстояния. Во время праздника я больше всего любил смотреть на костры.
В пятилетнем возрасте родители послали Кедарнатха учиться в типичную индийскую сельскую школу со строгими учителями и непослушными и шумливыми учениками. Вскоре в Уле открылась английская школа, которую юный Кедарнатх начал посещать во время обеденных перерывов. Видя рвение ребёнка к изучению английского языка, директор-француз убедил Ананд Чандру позволить Кедарнатхе обучаться в стенах своей школы. В 7-летнем возрасте Кедарнатху перевели в другую английскую школу в Кришнанагаре, где он продолжил учёбу. Во время уроков английского Кедарнатх впервые соприкоснулся с европейской культурой, что, впоследствии, наложило свой отпечаток на его литературные труды и философские увлечения.

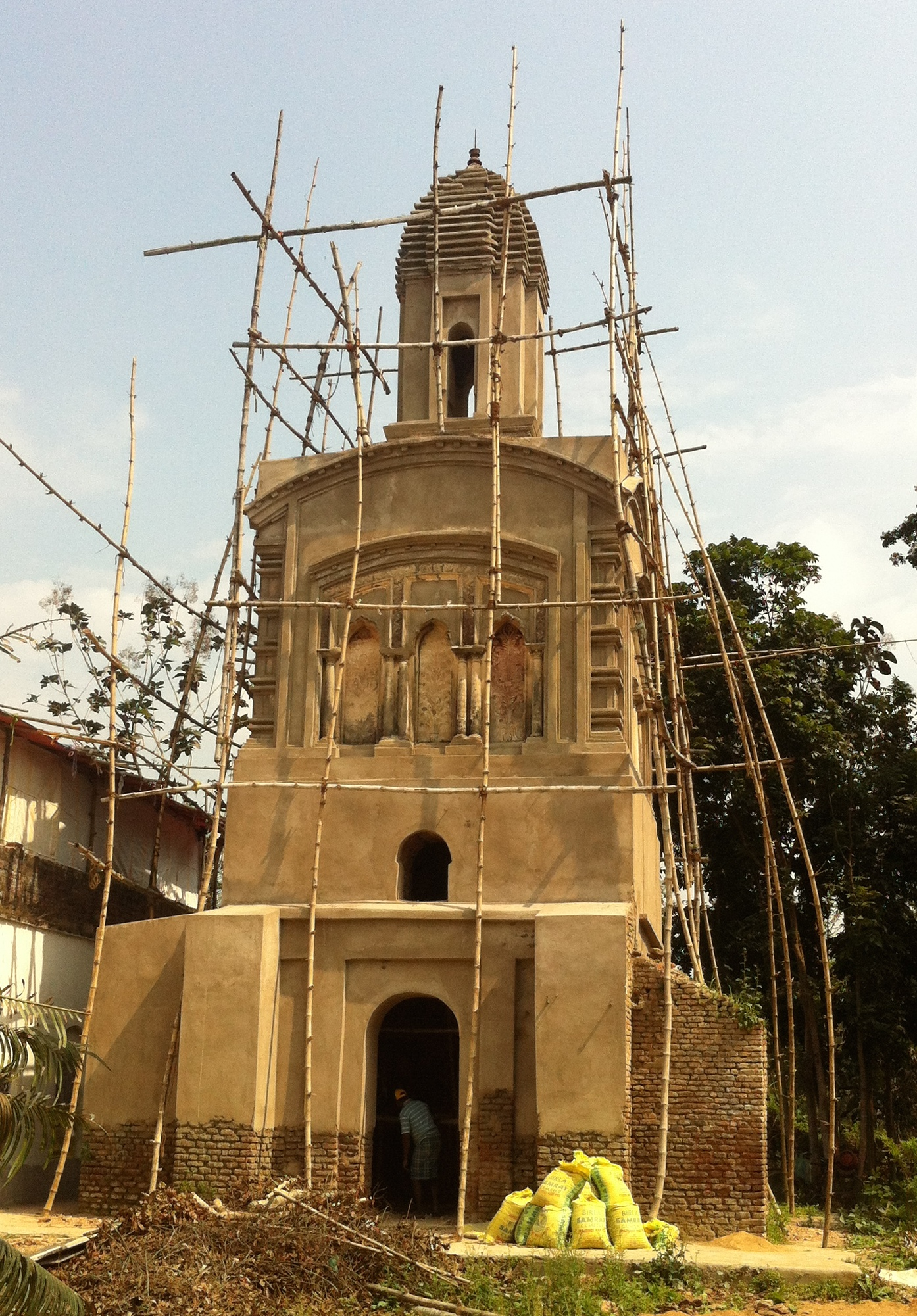
Усадьба матери Кедарнатха в Бирнагаре, Западная Бенгалия, 2014 год.

В последующие годы семья Кедарнатха пережила трудный период. Сначала все братья, а затем и отец Кедарнатха умерли от холеры. После смерти главы семейства финансовое положение овдовевшей матери постепенно ухудшилось. Её отец, Ишвар Чандра, оказался в долгах и обанкротился. В 1850 году мать женила 12-летнего Кедарнатха на 5-летней Шьямани Митре из Ранагхата. Породнившись с состоятельной семьей с хорошей кармой, она надеялась тем самым «поломать» плохую карму сына. Вскоре после свадьбы Кедарнатха Ишвар Чандра умер, оставив своё имение со всеми его долгами на плечах дочери-вдовы с двумя малолетними детьми. Впоследствии Кедарнатх вспоминал:
Все думали, что у моей матери было много денег и драгоценностей, и никто не хотел нам помогать. Все её богатства были потеряны, за исключением нескольких имений. Долги были такими огромными, что я непрестанно беспокоился. Я был не в состоянии следить за делами имения. Дом моего деда был огромен, а сторожей было всего несколько. Боясь, что ночью нас ограбят воры, я снабдил их бамбуковыми палками, которые они носили с собой.
Эти трудности подвигли Кедарнатха задуматься над смыслом жизни и над причиной человеческих страданий. Обычные объяснения не удовлетворили его и он начал сомневаться в реальности богов и богинь, которым с таким рвением местные жители поклонялись в сельских храмах. Столкнувшись с противоречивыми взглядами и верованиями, присутствовавшими в бенгальском религиозном ландшафте, Кедарнатх оказался разочарован и сбит с толку. В это время он повстречал простую деревенскую женщину, которая посоветовала ему повторять имя Рамы. Совершенно неожиданно для Кедарнатха, эта простая духовная практика в корне изменила его внутреннее состояниe и посеяла в его сердце семя вайшнавской веры.
Новые трудности вскоре побудили Кедарнатха впервые в жизни посетить Калькутту. Поездка оказалась короткой и неприятной, но несмотря на это снова пробудила у Кедарнатха интерес к европейской жизни и культуре. Возвратившись в родную деревню, Кедарнатх продолжил борьбу за поддержание унаследованного от деда имения, что не могло не сказаться на его учёбе. В 1852 году для Кедарнатха начался новый жизненный этап: его дядя по матери, бенгальский поэт и издатель Кашипрасад Гхош, посетил Улу и убедил Джагат Мохини отпустить Кедарнатха в Калькутту для продолжения учёбы. В ноябре 1852 года, оставив свою мать и сестру в Уле, 14-летний Кедарнатх переехал к своему дяде в город.

### Учёба в Калькутте

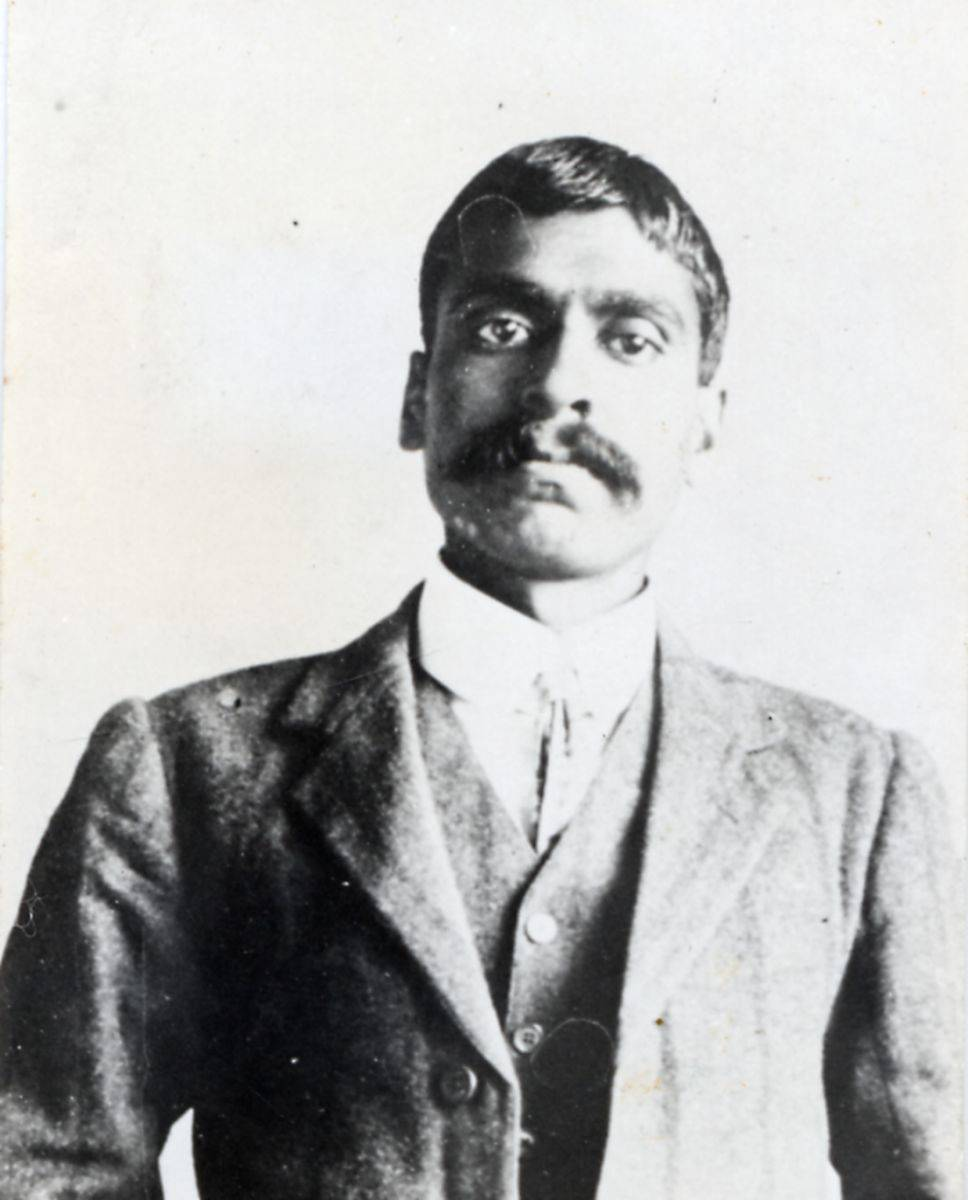
Самая ранняя из сохранившихся фотографий Кедарнатха. Калькутта, ок. 1858 года.

В Калькутте Кедарнатх оказался в совершенно другой атмосфере, не сравнимой с привычной ему деревенской жизнью. В этом втором по значимости городе Британской империи можно было встретить носителей языков и культур со всех уголков мира. Кроме того, город был центром западного образования и светской жизни, не уступая в этом европейским столицам. Кашипрасад Гхош вращался в центре калькуттской культурной жизни: он был издателем англоязычной газеты Hindu Intelligencer, пропагандировавшей идеи бхадралок, и поэтом-патриотом, которого британский журнал Fraser's Magazine восхвалял как «невероятно умного… индусского поэта [и] отличнейшего и достойнейшего молодого человека».
Огромный дом Кашипрасада, расположенный в самом центре Калькутты, стоял по соседству с домами христианских миссионеров, церковью Кришны Мохана Баннерджи, Королевским колледжем, и школой для женщин «Бетхуне». Кедарнатх оставался в доме Кашипрасада в течение 6 лет, с 1852 по 1858 год. В этот период он изучал различные западные философские, поэтические, политические и религиозные тексты. В 1852—1856 годах Кедарнатх учился в Индуистском благотворительном институте, где ему довелось познакомиться с одним из ведущих индуистских интеллектуалов того времени, Ишвар Чандра Видьясагаром (1820—1891), который стал его наставником и другом.
Кедарнатх добился заметных успехов в учёбе и очень скоро занялся написанием своих собственных статей и поэм. Дом Кашипрасада часто посещали такие бенгальские интеллектуалы, как Кристо Дас Пал, Шамбху Мукхопадхьяй, Банешвар Видьяланкар, общение с которыми не могло не повлиять на юного Кедарнатха. Он стал регулярно публиковаться в журнале своего дяди Hindu Intelligencer. В своих статьях он критически анализировал с точки зрения бхадралок социальные и политические проблемы того времени.
В 1856 году Кедарнатх поступил в Индуистский колледж, ведущий вуз Калькутты, где в течение двух последующих лет учился под руководством Ишвара Чандры Видьясагара и в компании таких сокурсников, как Кешуб Чандра Сен, Набагопал Митра, Сатьендранатх Тагор и Ганендранатх Тагор. Всё более подпадая под влияние интеллектуальных ценностей бхадралок, Кедарнатх вместе со своими сокурсниками начал брать уроки ораторского искусства у известного британского парламентария и аболициониста Джорджа Томпсона (1804—1878). В это время Кедарнатх опубликовал свою первую значительную литературную работу, историческую поэму в двух томах, озаглавленную The Poriade. Публикация этого творения принесла Бхактивиноде имя поэта и денежный доход.

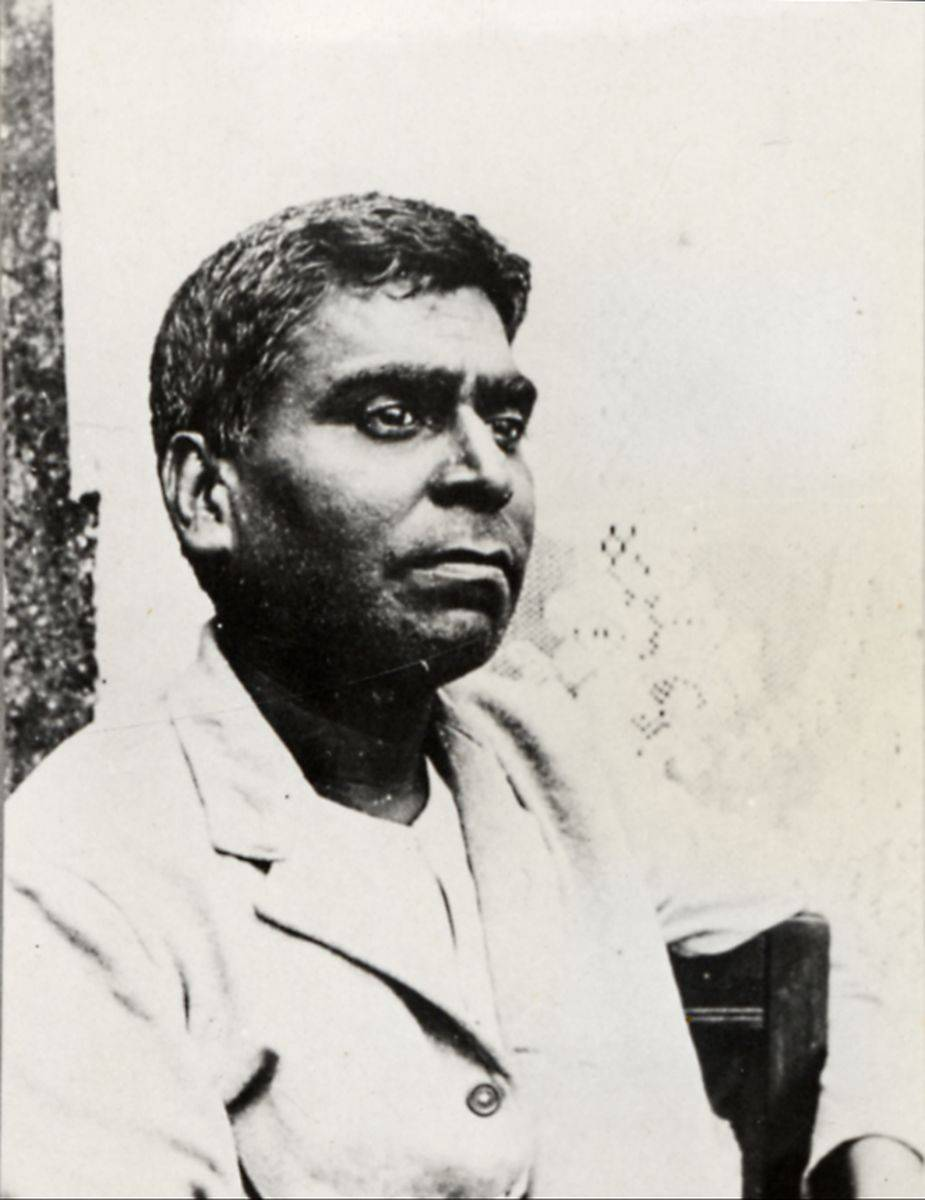
alt = An Indian man in early 30s looking pensively to the right and holding a book under his left arm

Из-за плохого качества питьевой воды Кедарнатх периодически болел. Он совершал регулярные поездки к своей матери и сестре в Улу, где получал возможность восстановить своё здоровье. В 1856 году в результате эпидемии холеры погибло практически всё население родной деревни Кедарнатха, в том числе его сестра Хемалата. После этого Кедарнатх забрал выживших мать и бабушку к себе в Калькутту. Эта опустошительная эпидемия стала важной вехой на жизненном пути Кедарнатха. Он вспоминал:
В то время мне было 17 лет и мне пришлось пройти через страшные испытания. Не было денег и мне было трудно общаться с кем-то. Все думали, что у моей матери был лакх [100 000] рупий, никто не верил, что мы были бедными. Я не видел луча надежды на горизонте. Мой ум погрузился в апатию, дом был пуст. У меня не было сил, и моё сердце умирало от боли.
В эти трудные дни Кедарнатх нашёл прибежище и утешение в дружбе с братьями Тагор. Пережив этот кризисный период, он начал двигаться по направлению к религиозному, а не социальному или политическому взгляду на жизнь. Вместе с Двиджендранатхом Тагором он занялся изучением санскрита и текстов таких авторов, как Кант, Гёте, Гегель, Сведенборг, Хьюм, Вольтер и Шопенгауэр, а также книг Брахмо-самадж, которые оживили его интерес к индуизму. В то же самое время Кедарнатх изучал Коран и регулярно общался с Чарльзом Даллом, унитарианским священнослужителем из Американской унитарианской ассоциации Бостона, которого послали в Калькутту с миссией распространять унитарианские идеи среди образованных бенгальцев. Под руководством Далла Кедарнатх изучал Библию и унитарианские тексты Чаннинга, Эмерсона, Теодора Паркера и других. Бхактивинода нашёл привлекательным либерализм унитарианского религиозного учения.
Однако вскоре из-за финансовых трудностей и обязанностей по поддержанию своей юной жены и престарелой матери Кедарнатх вынужден был заняться поиском работы. Найти в Калькутте высокооплачиваемую и, одновременно с этим, соответствующую этическим ценностям Бхактивиноды работу оказалось практически невозможно. Проработав непродолжительное время учителем, весной 1858 года Кедарнатх по приглашению Раджбаллабха, деда по линии отца, переехал вместе с матерью в орийскую деревню Чутимангал.

## Средний период (1858—1874)

### Работа и творчество в Ориссе (1858—1866)

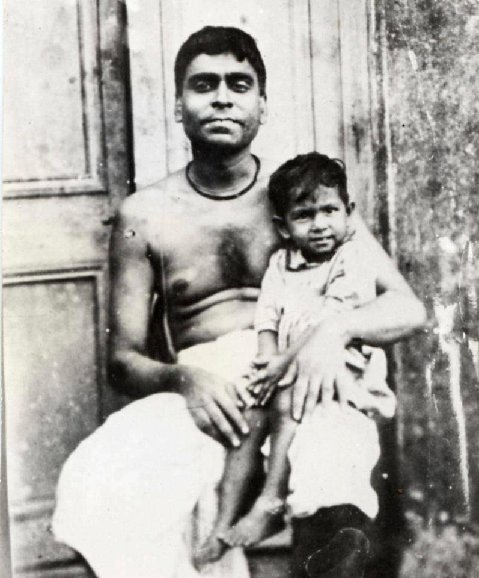
Кедарнатх Датта с ребёнком, ок. 1870

В Чутимангале Кедарнатх устроился работать школьным учителем. Он преподавал английский язык, сначала в деревенской школе, а затем — в более престижной школе в городе Каттак. В 1860 году Кедарнатх уже был директором школы в Бхадраке. К тому времени его финансовое положение значительно улучшилось. Теперь он мог позволить себе посвящать больше времени литературной деятельности и выступлениям с лекциями. Это сделало Бхактивиноду заметной фигурой среди местных бхадралок. Вокруг него сплотилась группа последователей, которых он наставлял в области религии и философии. Впоследствии Кедарнатх оставил учительскую деятельность и устроился на должность главного клерка в налоговой инспекции в городе Бардхаман. Однако жестокие методы сборщиков налогов претили ему, из-за чего он вскоре перешёл на гораздо более низкооплачиваемую работу клерка, которая не противоречила его моральным принципам.
В августе 1860 года у Бхактивиноды и его юной супруги родился первый сын, которого они нарекли Аннада Датта. Десять месяцев спустя жена Бхактивиноды умерла от болезни. Кедарнатх повторно женился на девушке по имени Бхагавати Деви, дочери Гангамой Роя из Джакпора. Бхагавати родила ему 13 детей: дочь Саудамани (1864); дочь Кадамбани (1867); сына (имя не известно; родился и умер в 1868 году); сына Радхика Прасада (1870); сына Камала Прасада (1872); сына Бимала Прасада (1874); сына Барада Прасада (1877); дочь Бираджу (1878); сына Лалита Прасада (1880); дочь Кришна Винодини (1884); дочь Шьям Сароджини (1886); дочь Хари Прамодини (1888); сына Шайладжа Прасада (1891).
Внешние события и подпитываемый ими внутренний конфликт между моралью и нуждой побудили Кедарнатха на поиск более личностной и этически привлекательной концепции Бога. Этот период жизни Кедарнатха ознаменовался всё возрастающим интересом к гаудия-вайшнавизму, в особенности к личности и учению Чайтаньи (1486—1534). Этот интерес побудил его на поиски копий базовых текстов бенгальских вайшнавов — «Чайтанья-чаритамриты» и «Бхагавата-пураны» — поиски, которые поначалу не увенчались успехом. Тогда же в Бхактивиноде расцвёл литературный талант. Пользуясь спокойной атмосферой своей новой работы клерка, он сочинил и опубликовал две поэмы на бенгали (Виджанаграма и Санньяси), заслужившие похвальные отзывы бенгальских литературных критиков, и опубликовал статью и книгу о вайшнавизме. Ни одна из этих ранних работ Кедарнатха не дошла до наших дней.
В 1864 году Бхагавати родила Бхактивиноде второго ребёнка. После этого потребность обеспечить более стабильный заработок побудила Бхактивиноду устроиться на государственную службу в британское колониальное правительство.

### На службе в Британской колониальной администрации (1866—1893)
В феврале 1866 года Кедарнатх, при содействии влиятельного друга, поступил на службу в Генеральный регистрационный офис в городе Чхапра (ныне в округе Саран штата Бихар). В то время гражданская правительственная служба считалась престижной и многие из бхадралок занимали важные должности в колониальной администрации. Такого рода работа хорошо оплачивалась и обеспечивала высокий социальный статус. За 28 лет государственной службы Кедарнатх поднялся в табели о рангах с шестого до второго уровня. Это означало, что он добился благосостояния, уважения и власти.
Постепенно Кедарнатх завоевал у британских властей репутацию честного, ответственного и заслуживающего доверия чиновника. Служебные обязанности заставили Бхактивиноду и его растущую семью часто переезжать с места на место. За годы службы Бхактивинода сменил место жительства около 20 раз, что позволило ему познакомиться с различными культурами, языками и религиозными традициями. За короткое время он выучил урду и персидский, когда знание этих языков потребовали его рабочие обязанности. С целью более глубокого изучения вайшнавизма, Бхактивинода также выучил санскрит. Знание этого древнего языка позволило ему прочесть «Бхагавата-пурану» в оригинале с традиционными комментариями и сочинить ряд санскритских поэм.
Кедарнатх периодически страдал от приступов лихорадки и колита, который он считал следствием своей невегетарианской диеты (он стал вегетарианцем только в 1880 году). Во время отпусков по болезни он любил посещать святые места бенгальских вайшнавов — Вриндаван и Маяпур. Его интерес к гаудия-вайшнавизму увеличивался день ото дня. В 1868 году, после 8-летних поисков «Чайтанья-чаритамриты» и «Бхагавата-пураны», эти классические тексты гаудия-вайшнавизма наконец-то попали к нему в руки. Окунувшись с головой в изучение философии и богословия гаудия-вайшнавизма, Кедарнатх всё больше и больше приходил в восхищение от философской изысканности и этической чистоты учения Чайтаньи — чистоты, которую он пытался совместить с описанным в «Бхагавата-пуране» «аморальным» с мирской точки зрения образом Кришны. Размышляя над этой дилеммой, он пришёл к выводу, что и вера, и разум, занимают свои взимодополняющие места в религиозном опыте, и что ни то, ни другое, нельзя из него исключить .Сам Кедарнатх следующим образом описал преображение, пережитое им от чтения священных текстов:
После первого прочтения «Чайтаньи-чаритамриты» у меня появилась некоторая вера в Чайтанью. После второго прочтения я понял, что Чайтанья был ни с кем не сравним, но мне казалось странным, почему столь высоко учёный человек, с таким высоким уровнем премы, мог рекомендовать поклонение Кришне с его столь сомнительным характером. Я был удивлён и тщательно обдумывал этот вопрос. Я смиренно помолился Богу: «О Господи, пожалуйста, дай мне понять этот секрет». Милость Бога безгранична и вскоре я всё понял. С этого момента я уверовал в то, что Чайтанья был Богом. В попытках понять вайшнавскую дхарму я часто общался со многими вайраги. В детстве в моё сердце были посажены семена веры в вайшнавскую дхарму, и сейчас они дали свои ростки. Испытывая анурагу (духовную тоску), день и ночь напролёт я читал и думал о Кришне.

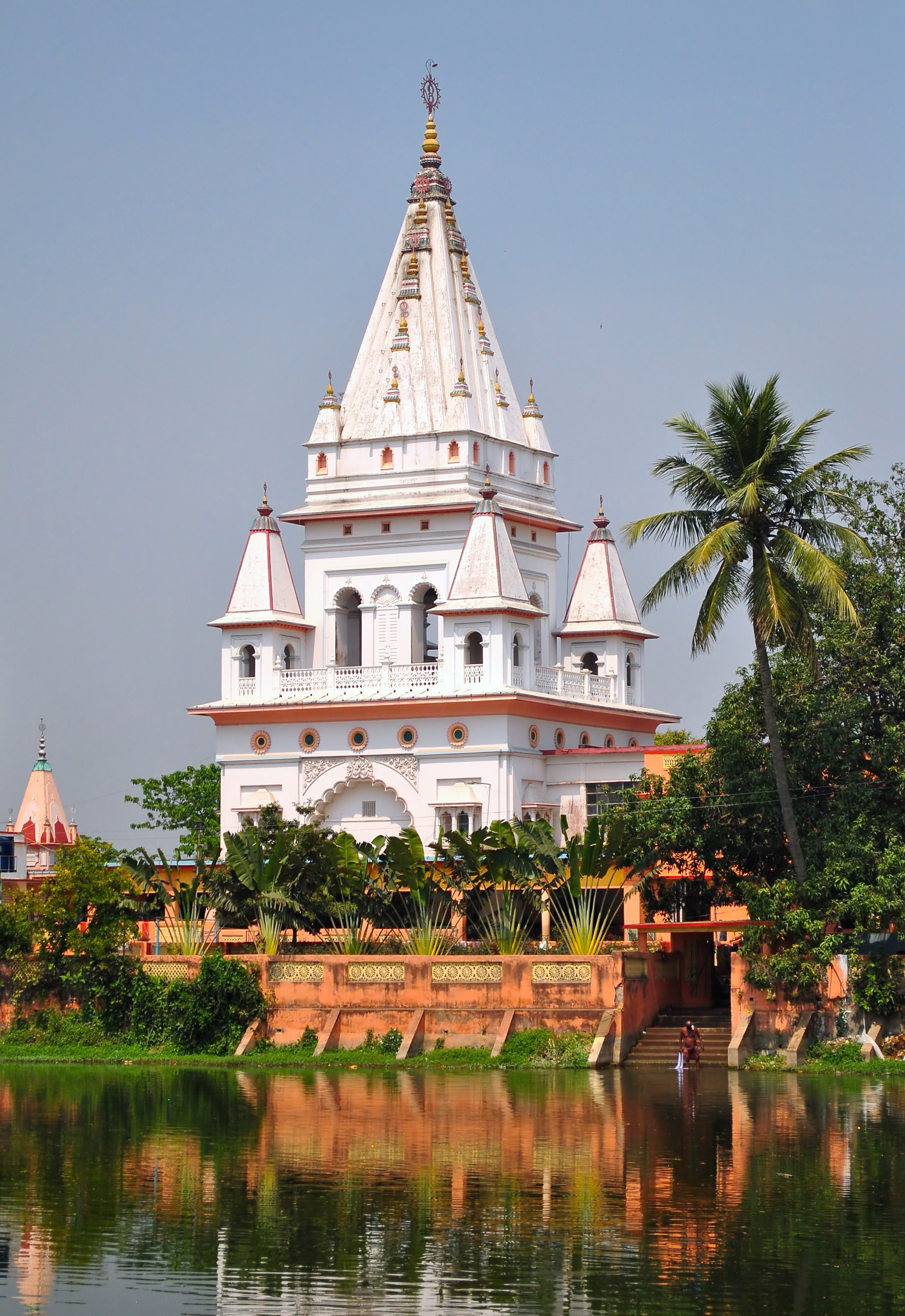
Храм на месте рождения Чайтаньи. Воздвигнут Бхактивинодой в 1880-е годы.

Приняв Чайтанью как конечную цель своих интеллектуальных и духовных поисков, Кедарнатх начал выступать с публичными лекциями о его учении. Кульминацией этого периода стала знаменитая речь Кедарнатха The Bhagavat: Its Philosophy, Ethics and Theology, в ходе которой он впервые публично объявил о своих религиозных пристрастиях. Речь эта была произнесена на правильном английском языке и нацелена на культурное завоевание как Запада, так и бхадралок. В The Bhagavat Кедарнатх попытался примирить современную мысль с ортодоксальным вайшнавизмом, и вернуть «Бхагавата-пуране» её важное место в индуистской философии. Кедрнатх нашёл новое вдохновение в учении Чайтаньи и «Бхагавата-пураны». Когда его по работе перевели в священный для бенгальских вайшнавов город Пури с его величественным храмом Джаганнатхи, он воспринял это как благословение Кришны.

#### Пури (1870—1874)
После аннексии Ориссы Великобританией в 1803 году, генерал-губернатор Британской Индии Ричард Уэлсли издал декрет, в котором повелел «с величайшей аккуратностью и бдительностью» заботиться о безопасности Храма Джаганнатхи в Пури и защищать религиозные чувства индуистов. Декрет на практике довольно строго соблюдался, о чём, в частности, свидетельствует тот факт, что британская армия с целью охраны сопровождала индуистские религиозные процессии. Однако в 1863 году, под давлением христианских миссионеров (как в Индии, так и в Англии), этот особый режим был отменён и управление храмом было целиком и полностью передано в руки местных брахманов.
В 1870 году британские власти направили Кедарнатха в Пури, поручив ему поддерживать порядок и законность в этом популярном месте паломничества. Во время индуистских религиозных фестивалей в его обязанности входило обеспечение паломников всем необходимым: едой, жильём, медицинской помощью. Кедарнатху также было поручено пресечь деятельность псевдовайшнавской секты атибади. По данным британских властей, её последователи, под предводительством самопровозглашённой аватары Бишкишана, строили планы по свержению британского колониального правительства. Кедарнатх быстро и успешно справился с этой миссией.
Несмотря на постоянную занятость, Кедарнатх ежедневно находил время для практики гаудия-вайшнавизма. Он совершенствовал свой санскрит под руководством местных пандитов и занимался углублённым изучением «Чайтанья-чаритамриты», «Бхагавата-пураны» с комментариями Шридхары Свами, а также таких базовых философских трактатов гаудия-вайшнавов, как «Шат-сандарбха» Дживы Госвами, «Бхакти-расамрита-синдху» Рупы Госвами и «Говинда-бхашья» Баладевы Видьябхушаны. В этот период Кедарнатх также занимался поисками подлинных гаудия-вайшнавских манускриптов и много писал на тему гаудия-вайшнавизма. В частности, он опубликовал «Датта-каустубха» и начал работу над крупнейшим литературным трудом своей жизни — «Кришна-самхитой».

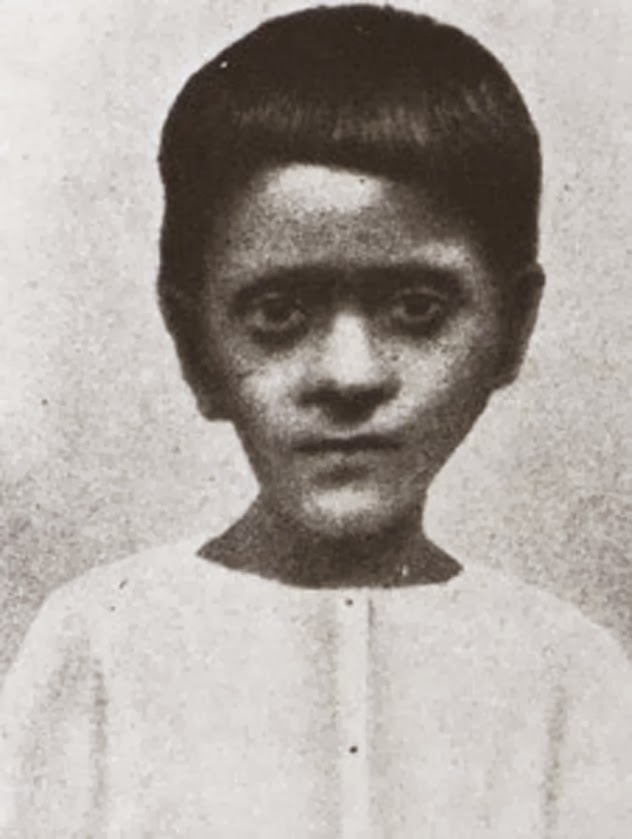
Седьмой ребёнок Кедарнатха, Бимала Прасад, в возрасте 7 лет (1881)

Вскоре Кедарнатх основал общество Бхагават-самсад, в которое вступили те из местных бхадралок, кому наравилось слушать его обстоятельное и интеллектуально стимулирующее изложение гаудия-ваишнавских идей. За такого рода деятельность Кедарнатх стал мишенью для критики со стороны местных пандитов, оказавшихся недовольными тем, что новоявленный проповедник не прошёл формального обряда посвящения (дикши), не носил тилаки и других вайшнавских атрибутов (сам Кедарнатх позднее признался в своей автобиографии, что считал такого рода критику справедливой). В то время Кедарнатх уже активно следовал такой базовой практике гаудия-вайшнавов, как чтение мантры «Харе Кришна» на чётках, но всё ещё не был вегетарианцем (следовать вегетарианской диете он начал лишь в 1880 году). Критика пандитов сыграла свою положительную роль, подвигнув Кедарнатху на поиски дикша-гуру и получения духовного посвящения.
Кедарнатхе удалось повлиять на взгляды многих бхадралок, до того скептически относившихся к гаудия-вайшнавизму. Несмотря на это он чувствовал, что ему нужна помощь в осуществлении проповеднической миссии. В агиографических источниках утверждается, что однажды Джаганнатха явился Кедарнатхе во сне и сказал: «Я привёл тебя в Пури не для того, чтобы ты решал правовые вопросы, а для того, чтобы ты установил вайшнавскую сиддханту». На это Кедарнатх ответил: «Твоё учение забыто и утеряно, и у меня нет сил восстановить его. Большая часть моей жизни уже прошла и я занят столькими посторонними вещами, так что, пожалуйста, пошли кого-нибудь из твоего личного окружения, чтобы я смог начать это движение». Джаганнатх тогда велел Кедарнатхе молиться о помощнике мурти Бимала Деви, установленной для поклонения в Храме Джаганнатха.
Следующего своего ребёнка Кедарнатх назвал Бимала Прасад («милость Бималы»), восприняв его рождение как ответ богини Бималы на свои горячие молитвы. Желая подогреть рано появившиеся у сына духовные интересы, Кедарнатх научил ребёнка повторению мантры «Харе Кришна» на чётках. К 9 годам Бимала Прасад уже знал наизусть все 700 стихов «Бхагавадгиты» на санскрите. С ранних лет он строго следовал моральным принципам, проявлял острый интеллект и отменную память. Он писал стихи на санскрите и был известен тем, что после одного прочтения мог запомнить наизусть большие фрагменты текста. Позднее Бимала получил известность как Бхактисиддханта Сарасвати — основатель Гаудия-матха и духовный учитель Бхактиведанты Свами Прабхупады (1896—1977) — гуру, впервые успешно распространившего гаудия-вайшнавизм за пределами Индии.
К концу периода службы Кедарнатха в Пури, у него уже было семеро детей. Его старшей дочери к тому времени исполнилось 10 лет и, согласно индуистским обычаям, она должна была быть выдана замуж, причём непременно в Бенгалии. Это побудило Кедарнатха взять трёхмесячный отпуск и отправиться с семьёй к себе на родину.

## Поздний период (1874—1914): активная литературная и миссионерская деятельность
По прибытии в Бенгалию Кедарнатх обосновался в Калькутте, где нашёл для своей всё увеличивавшейся семьи дом, окрестив его «Бхакти-бхаван». Обустроив семью, Кедарнатх получил больше возможности для путешествий, исследовательской и литературной деятельности.
В 1880 году Кедарнатх и его жена приняли дикшу (инициацию) от гаудия-вайшнавского гуру Бипин Бихари Госвами (1848—1919), который был потомком одного из спутников Чайтаньи, Вамшивадана Тхакура. Таким образом Бхактивинода формализовал свою принадлежность к гаудия-вайшнавизму. Позднее Бхактивинода развил сильную духовную связь с известным гаудия-вайшнавским садху Джаганнатхой Бабаджи (1776—1894), который стал его духовным наставником.
В 1885 году Кедарнатх основал «Вишва вайшнава радж сабха» («Всемирную королевскую вайшнавскую ассоциацию») — организацию, в которую вступили многие ведущие бенгальские вайшнавы того времени. В своём доме Кедарнатх открыл вайшнавскую библиотеку и издательство, начав систематически проповедовать гаудия-вайшнавизм через публикацию канонических текстов бхакти (часто в собственном переводе и/или со своими комментариями), а также своих собственных трудов по гаудия-вайшнавизму. В попытке восстановить чистоту и влияние гаудия-вайшнавской традиции, в 1886 году Бхактивинода начал издавать ежемесячный журнал на бенгали, «Садджана-тошани» («Источник наслаждения для преданных»), в котором публиковал свои книги и эссе по истории и философии гаудия-вайшнавизма, рецензии на книги, стихи, поэмы и романы. В январе 1886 года, в знак признания деятельности Кедарнатхи по возрождению гаудия-вайшнавизма, местные гаудия-вайшнавские лидеры (среди которых был гуру Кедарнатха, Бипин Бихари Госвами) пожаловали ему почётный титул «Бхактивинода». С тех пор Кедарнатх стал известен под именем Кедарнатх Датта Бхактивинода, или Бхактивинода Тхакур.

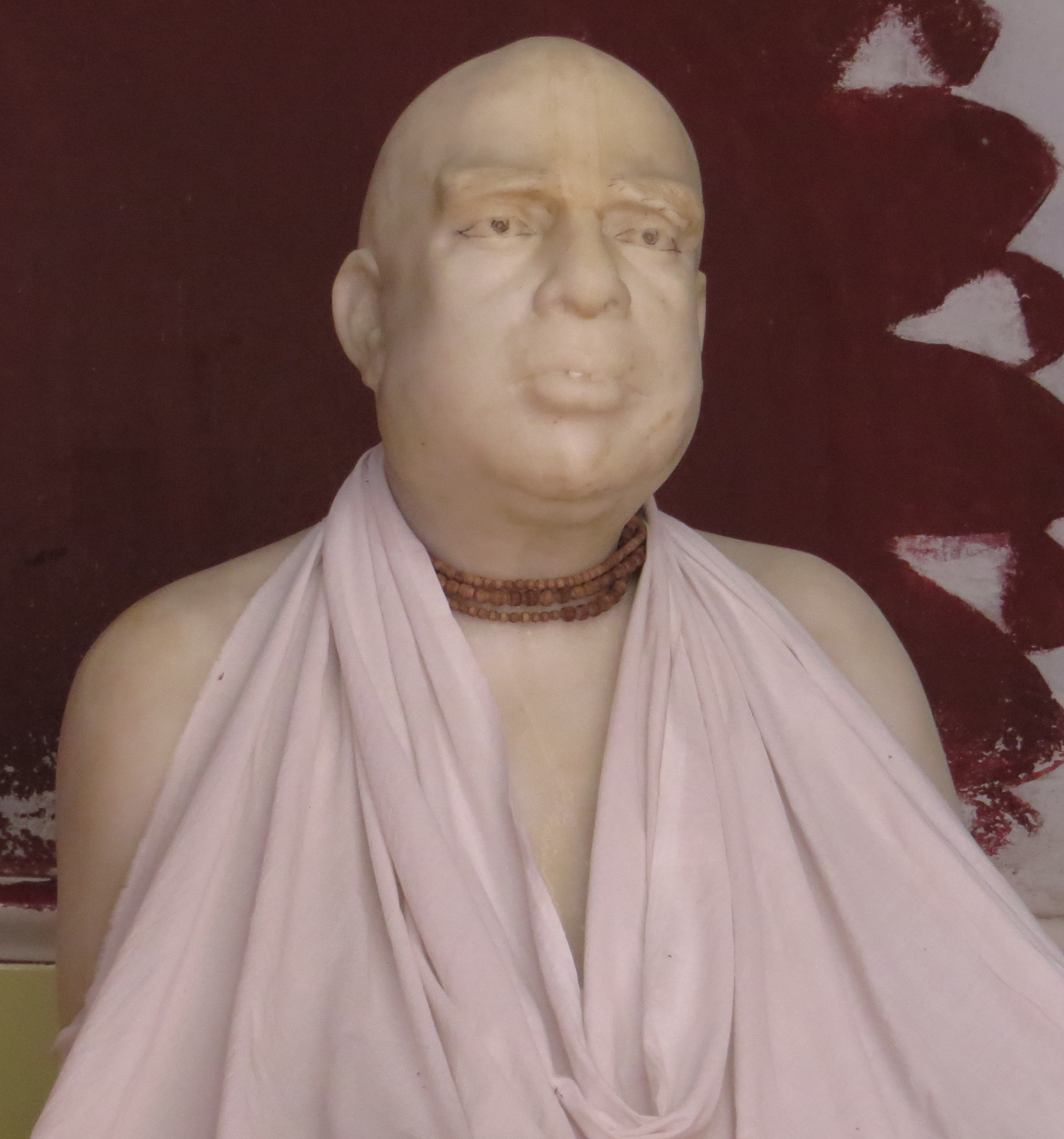
Статуя Бхактивиноды в Маяпуре.

4 октября 1894 года, в возрасте 56 лет, Бхактивинода Тхакур удалился от дел и переехал со своей семьёй в Маяпур, где получил возможность сосредоточиться на духовных практиках, проповеди и литературном творчестве. В 1908 году, в своём доме в Калькутте, Бхактивинода формально принял уклад жизни бабаджи (вайшнавского аскета) и провёл последние годы своей жизни погруженным в воспевание мантры «Харе Кришна». Его прах был захоронен в серебряной урне в его доме в Сурабхи-кундже.

### Основные философские и богословские труды
С 1874 года и до самой своей смерти в 1914 году Бхактивинода много писал: как философские работы на санскрите и английском, находившие тёплый приём среди интеллигенции бхадралок, так и религиозные гимны (бхаджаны) на простом бенгали, в которых он пытался донести то же послание бхакти до простого народа. В библиографии Бхактивиноды насчитывается более 100 работ, включая (часто — комментированные) переводы канонических гаудия-вайшнавских текстов, его собственные комментарии, а также поэмы, сборники вайшнавских бхаджанов и эссе. Такого рода литературную плодовитость биографы Бхактивиноды считают во многом результатом его трудолюбивой и высоко организованной природы. Так, Хопкинс приводит в одной из своих работ распорядок дня, которому Бхактивинода следовал в годы государственной службы: Бхактивинода ложился спать в 19:30 или 20:00 часов, просыпался в 22:00, зажигал лампаду и писал до 4 часов утра. Затем он отдыхал 30 минут, просыпался в 4:30 и до 7 утра повторял мантру «Харе Кришна» на чётках. С 7:00 до 9:30 утра Бхактивинода просматривал корреспонденцию, отвечал на письма, принимал посетителей, занимался изучением интересовавших его предметов. С 10:00 до 17:00 (с перерывом на обед с 13:00-14:00) он председательствовал в суде, выслушивая до 50 дел в день и вынося вердикты по ним. Затем он возвращался домой, принимал омовение, ужинал и снова шёл отдыхать.
В 1879 году Бхактивинода опубликовал свой первый значимый труд, «Кришна-самхита». Написанная на санскрите и бенгали, книга представляла собой ответ на критику Кришны со стороны христианских миссионеров, Брахмо-самаджа и прозападных бхадралок, которые называли деяния Кришны безнравственными и распутными, несоответствующими его божественному статусу в индуизме. Критики использовали мнимые пороки в характере Кришны для продвижения антииндуистской и антивайшнавской пропаганды, ставили под вопрос саму этическую базу культа Кришны. Выступая в защиту основ своей религии, Бхактивинода использовал в «Кришна-самхите» те же самые рациональные приёмы, что и его оппоненты, а также приводил современные археологические и исторические данные и богословские идеи, объявляя с их помощью игры Кришны как трансцендентальные (апракрита) проявления морали. В частности, он использовал методологию адхуника-вада («современного мышления»), в которой связывал утверждения священных писаний с обозреваемой реальностью. Книгу встретили крайне эмоциональные и полярные отзывы: одни хвалили её за интеллектуальную новизну и традиционализм, в то время как другие осуждали автора за то, что, по их мнению, было отклонениями от ортодоксальной вайшнавской герменевтики. Сам Бхактивинода впоследствии вспоминал:
Некоторые подумали, что книга представляла собой новую точку зрения. Некоторые назвали её хорошей. Книга понравилась образованным молодым людям, но никто так и не понял её основного посыла, который заключался в том, что Кришна был трансцендентен (апракрита). Некоторые назвали мои интерпретации сугубо психологическими (адхьятмика), но они были не правы. Есть тонкая разница между трансцендентностью и психологией, — разницу, которую очень немногие смогли понять. Причина подобной ошибки крылась в том, что никто не был в состоянии постичь трансцендентность (апракрита).
Бхактивинода не придавал внимания критике, считая «Кришна-самхиту» вполне адекватным изложением гаудия-вайшнавской мысли, подходящим даже для западных умов: в 1880 году он отослал копии своей книги интеллектуалам Европы и Америки, что, фактически, стало первым случаем проникновения гаудия-вайшнавизма на Запад. В результате, Бхактивинода получил хвалебный отзыв от Рейнольда Роста, известного санскритолога из Лондона, а также вежливое уведомление о получении книги от Ральфа Уолдо Эмерсона.
В 1886 году Бхактивинода опубликовал, возможно, свой наиболее известный труд «Чайтанья-шикшамрита». В нём он в сжатой форме изложил учение Чайтаньи со своим социо-религиозным анализом. За этим последовали: перевод «Бхагавадгиты» (с комментариями Вишванатхи Чакраварти) с санскрита на бенгали, «Амная-сутры», «Вайшнава-сиддханта-мала», «Према-прадипа», «Шикшаштакам», «Чайтанья-упанишада» и «Чайтанья-чаритамрита» в двух частях.
В 1893 году был опубликован ещё один ключевой труд Бхактивиноды, «Джайва-дхарма». Используя стиль вымышленного романа, Бхактивинода создал в «Джайва-дхарме» идеальную и даже утопичную вайшнавскую реальность, которая выступает фоном для философских и эзотерических истин, излагаемых в серии бесед между персонажами книги. «Джайва-дхарма» считается одним из наиболее важных текстов в линии гаудия-вайшнавов Бхактивиноды. Она была переведена и издана на множестве языков.
В 1896 году Бхактивинода завершил работу над «Сваликхита-дживани» — обстоятельной автобиографией, написанной по просьбе сына — Лалита Парасада. Излагая события из своей жизни с невероятной искренностью и откровенностью, Бхактивинода описывает свой путь, полный финансовых трудностей, проблем со здоровьем, внутренних сомнений, неуверенности и глубокого самоанализа — всего, что постепенно привело его к принятию Чайтаньи и его учения. В своей автобиографии Бхактивинода вовсе не заботится о том, что столь откровенное описание своего жизненного пути может негативно отразиться на его статусе уважаемого религиозного лидера гаудия-вайшнавов с тысячами последователей-бхадралок. Очевидно, что Бхактивинода не пытается представить себя как личность, имеющую особые духовные качества, святость, духовную силу или харизму. Напротив, он предстаёт перед читателем как простой, смиренный человек, как олицетворение учения, проповеди которого он посвятил свою жизнь. «Сваликхита-дживани» была впервые опубликована Лалитой Прасадом в 1916 году, уже после смерти Бхактивиноды.
Бхактивинода также внёс значительный вклад в развитие вайшнавской музыки и песни. Он сочинил множество религиозных гимнов, или бхаджанов, на бенгали и санскрите. Некоторые из них вошли в сборники: «Кальяна-калпатару» (1881), «Шаранагати» (1893) и «Гитавали» (1893). В своих бхаджанах Бхактивинода изложил основной смысл гаудия-вайшнавского учения простым и доступным языком. Многие его песни и по сей день пользуются заметной популярностью среди гаудия-вайшнавов Бенгалии и всего мира.

### Открытие места рождения Чайтаньи

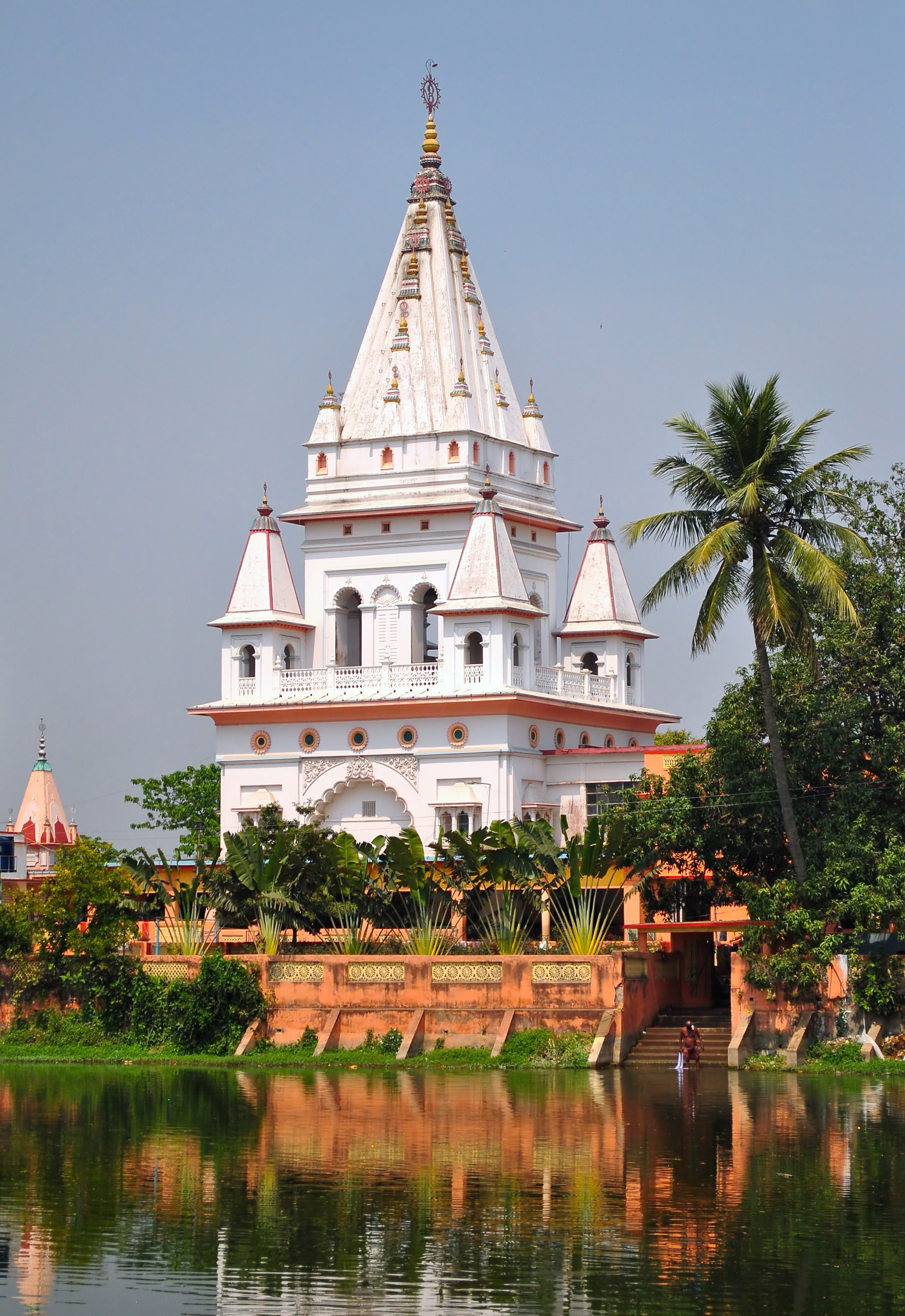
Храм на месте рождения Чайтаньи в Маяпуре, основанный Бхактивинодой Тхакуром.

В 1886 году Бхактивинода сделал попытку оставить государственную службу. Он поселился во Вриндаване и полностью посвятил себя духовной практике. Однажды Чайтанья явился к Бхактивиноде во сне и наказал ему вернуться в Бенгалию, в Навадвип. В 1887 году Бхактивинода не без труда добился, чтобы его перевели в Кришнанагар, город в 25 километрах от Навадвипа. Несмотря на ухудшившееся состояние здоровья, Бхактивинода начал регулярно посещать Навадвип, где занялся исследованием мест, связанных с жизнью Чайтаньи. Вскоре он пришёл к заключению, что Чайтанья вовсе не родился в том месте, которое местные брахманы называли местом его рождения. Он задался целью обнаружить подлинное место рождения основоположника гаудия-вайшнавизма. До поры до времени все его усилия были тщетными, пока однажды он не узрел перед собой мистическое видение:
Было 10 часов вечера. Ночь была тёмной и облачной. На севере, на другом берегу Ганга, я внезапно увидел огромное здание, залитое золотым сиянием. Я спросил у Камалы, видит ли он это здание, на что тот ответил утвердительно. Однако мой друг Керани Бабу не смог разглядеть ровным счётом ничего. Я был поражён. Что бы это могло быть? Утром я вернулся на крышу и стал внимательно разглядывать противоположный берег реки. Я заметил, что на месте, где я раньше видел здание, возвышалась стена из пальмовых деревьев. Я спросил, что это было, и мне сказали, что это были остатки крепости Лакшманы Сена в Баллалдигхи.
Бхактивинода тщательнейшим образом исследовал эту местность. Он просмотрел старые карты, сопоставил увиденное с устными преданиями и с описаниями, содержащимися в священных текстах. В конце концов он пришёл к заключению, что деревня Баллалдигхи и была тем местом, где 400 лет назад родился Чайтанья, местом, которое раньше называлось Маяпур. Вскоре после этого открытия, он купил себе дом в Сурабхи-кундже, неподалёку от Маяпура, и начал оттуда следить за строительством храма в честь Чайтаньи. Он организовал в Бенгалии и за её пределами успешную кампанию по сбору средств на строительство, используя для этого свой журнал «Садджана-тошани», проводя фестивальные программы и обращаясь за помощью к богатым знакомым. Активная деятельность Бхактивиноды не осталась незамеченной. Известный бенгальский публицист Шишир Кумар Гхош (1840—1911) не только похвалил Бхактивиноду за сделанное им открытие, но и дал ему прозвище «седьмой госвами» (шесть вриндаванских госвами были средневековыми гаудия-вайшнавскими святыми, близкими спутниками Чайтаньи, сформулировавшими философскую базу гаудия-вайшнавизма. Они также провели раскопки во Вриндаване и округе, и обнаружили места, связанные с жизнью и деяниями Кришны).

### Нама-хатта — успешная программа массовой проповеди

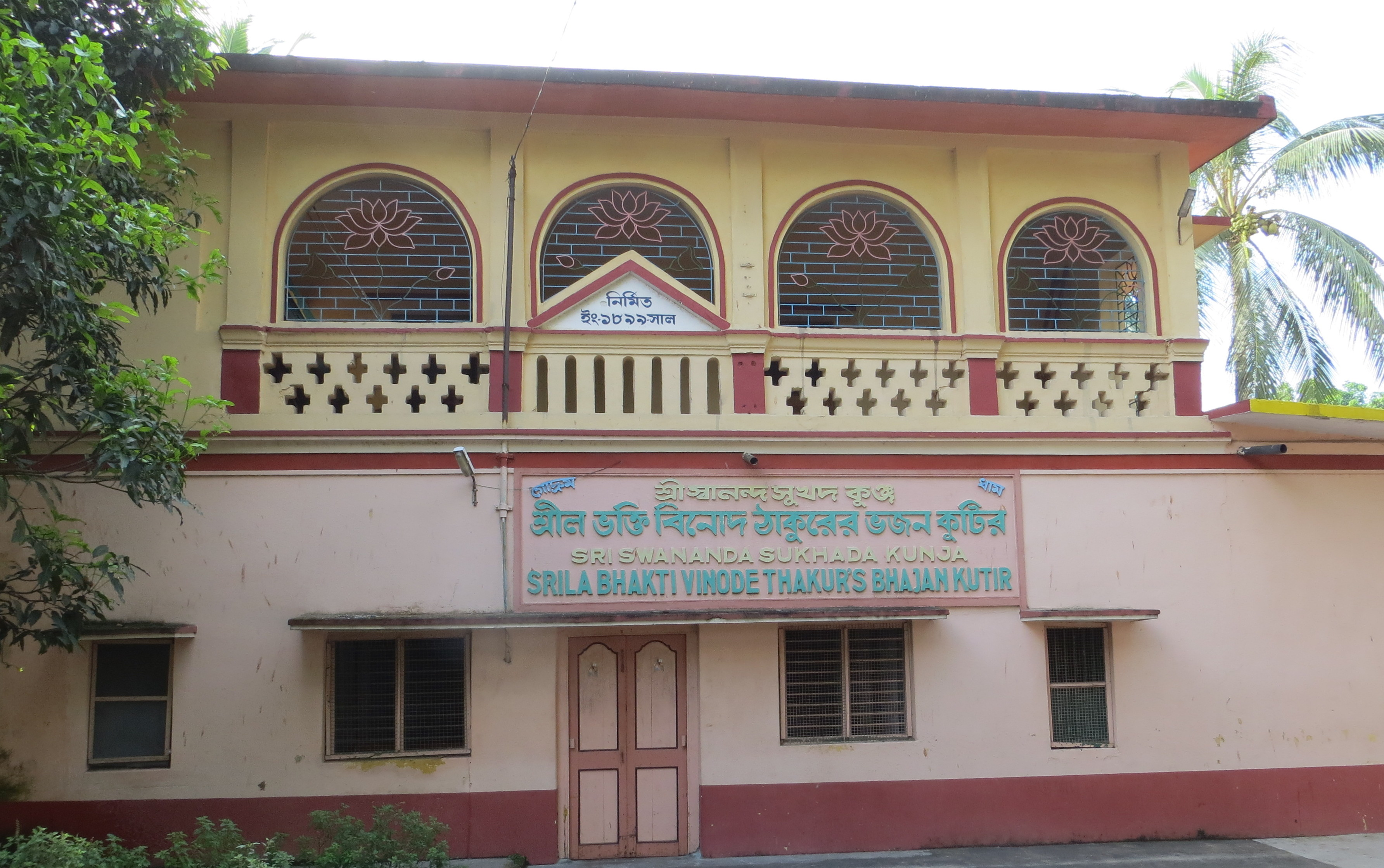
Дом Бхактивиноды в Сурабхи-кундже (Маяпур), который служил штаб-квартирой проповеди нама-хатты.

Кедарнатх развернул в орийских и бенгальских деревнях новую проповедническую программу, окрестив её нама-хатта («рынок имени [Кришны]»). Группы нама-хатты путешествовали из деревни в деревню по всей Бенгалии, Ориссе, а также региону Враджи. Они были организованы Бхактивинодой по образу и подобию окружных судов и включали в себя исполнителей киртанов и искусных проповедников, выступавших с лекциями по философии и богословию гаудия-вайшнавизма. Нама-хатты имели большой успех и сыграли значительную роль в популяризации учения Чайтаньи как среди простого сельского населения, так и среди бенгальской элиты. К началу XX века в Бенгалии действовало уже более 500 нама-хатт.

### Борьба с «ересями» в традиции Чайтаньи
К моменту начала активной литературной и проповеднической деятельности Бхактивиноды, организованной гаудия-вайшнавской сампрадаи уже, фактически, не существовало, также как не существовало и единого, общего для всех бенгальских вайшнавов канона. В отсутствие богословской и организационной общности, претензии различных групп и индивидов на принадлежность к ортодоксальному гаудия-вайшнавизму практически не возможно было проверить или подтвердить. Бхактивинода предпринял попытку разгрести разнородное сборище мелких сект и возродить когда-то мощное и единое движение последователей Чайтаньи. Одним из средств для достижения этой благородной цели он избрал свой журнал Садджана-тошани. На его страницах он публиковал статьи, в которых описывал процессы вайшнавской дикши и садханы (в той форме, в которой они представлены в авторитетных гаудия-вайшнавских писаниях), комментировал актуальные темы с вайшнавской точки зрения. В Садджана-тошани впервые увидели свет многие труды Бхактивиноды, впоследствии опубликованные отдельными книгами. Таким образом он постепенно устанавливал в сердцах и умах своей аудитории основы гаудия-вайшнавской ортодоксии и ортопраксии, определял, что соответствовало канонам гаудия-вайшнавской традиции, а что — нет.
Бхактивинода избрал мишенью для своей критики ряд групп и течений, активно действовавших в то время в Бенгалии. Окрестив их «псевдовайшнавскими», Бхактивинода использовал для их классификации санскритский термин апасампрадая. Он отнёс к этой категории аулов, баулов, дарвешей, сахаджиев, смарта-брахманов и др. Особенно резкой критике Бхактивинода подверг группы, проповедовавшие под вывеской гаудия-вайшнавизма сексуальную распущенность и/или объявлявшие частью своих религиозных практик какие-либо эротические или сексуальные ритуалы. Не менее бескомпромиссную атаку Бхактивинода развернул против влиятельных джати-госаи, так называемых «кастовых госвами» или смарта-брахманов, которые считали, что имели эксклюзивное право на посвящение в гаудия-вайшнавизм (мотивируя это своей наследственной аффилированностью с традицией) и отказывали в этом праве вайшнавам небрахманского происхождения. Конфликт Бхактивиноды со смарта-брахманами назревал в течение многих лет и достиг своего апогея в 1911 году, когда он, уже будучи тяжело больным, отправил своего сына Бхактисиддханту для участия в знаменитом дебате «Брахманы против вайшнавов», состоявшимся в местечке Балигхай (ныне в округе Меднапур, штат Западная Бенгалия) и обернувшимся для Бхактисиддханты и его отца полным триумфом.